# Ражев, Константин Иванович
Константин Иванович Ражев (1922—1952) — советский военный. Участник Великой Отечественной войны. Герой Советского Союза (1943). Капитан.

## Биография
Константин Иванович Ражев родился 7 сентября 1922 года в селе Ражево Ишимского уезда Тюменской губернии РСФСР (ныне село Голышмановского района Тюменской области Российской Федерации) в крестьянской семье. Русский. С детства жил в городе Ишиме. Накануне Великой Отечественной войны окончил десять классов Ишимской средней школы № 1.
В ряды Рабоче-крестьянской Красной Армии К. И. Ражев был призван Ишимским районным военкоматом Омской области в июне 1941 года. В декабре того же года окончил ускоренный курс 1-го Томского артиллерийского училища. На фронте Константин Иванович с апреля 1942 года. В составе 40-й армии Воронежского фронта старший лейтенант К. И. Ражев не позднее марта 1943 года в должности командира батареи 2-го миномётного полка, который в июне 1943 года начал переформировываться в 10-й армейский миномётный полк Резерва Главного Командования. К началу Белгородско-Харьковской операции реформирование полка ещё продолжалось, но вследствие острой нехватки огневых средств у 40-й армии, он в середине августа был брошен в бой. Находясь в передовых частях 270-й стрелковой дивизии, батарея старшего лейтенанта К. И. Ражева обеспечила их выход на рубеж реки Псёл.
После разгрома немецко-фашистских войск в Курской битве войска Воронежского фронта практически без оперативной паузы начали Битву за Днепр. Батареи 10-го армейского миномётного полка, находясь в передовых частях 161-й стрелковой дивизии, огнём своих миномётов надёжно прикрыли переправу пехотных соединений через Псёл и оказывали им артиллерийскую поддержку во время Сумско-Прилукской операции. Несмотря на полное отсутствие положенных по штату транспортных средств, миномётчики, проявляя чудеса изобретательности, сумели сохранить высокие темпы наступления, способствовали отражению контратак противника, обеспечили успешное форсирование 575-м и 569-м стрелковыми полками 161-й стрелковой дивизии реки Хорол. Вечером 22 сентября батарея старшего лейтенанта Ражева, пройдя по Левобережной Украине с боями более 350 километров, вместе с передовыми частями дивизии вышла к Днепру на рубеже Андруши — Цыбли. Константин Иванович со своими бойцами особо отличился при форсировании Днепра и в боях за плацдарм на его правом берегу, получивший название Букринского.
За полтора часа до рассвета 23 сентября 1943 года штурмовые отряды 161-й стрелковой дивизии форсировали Днепр и захватили плацдарм на правом берегу реки у села Зарубинцы, на который переправились основные силы дивизии. К утру 24 сентября части дивизии существенно продвинулись вперёд и овладели опорными пунктами немецкой обороны сёлами Трахтемиров и Луковица. Однако противник сумел быстро стянуть крупные силы к месту высадки десанта. Напряжение боёв на плацдарме нарастало с каждым часом. 25 сентября 1943 года старший лейтенант К. И. Ражев получил боевой приказ со своей батареей форсировать Днепр и занять огневые позиции в боевых порядках 565-го стрелкового полка, оборонявшегося у села Луковица. Быстро приведя в порядок несколько старых рыбацких лодок и сколотив плоты, миномётчики Ражева под интенсивным огнём противника переправились через Днепр. От кромки берега до села личный состав батареи несколько километров нёс тяжёлые орудия и боеприпасы на руках, но успел во время занять огневые позиции. Утром 26 сентября немцы, стремясь любой ценой отбросить советские войска за Днепр, перешли в решительное наступление. Ведя плотный заградительный огонь в условиях постоянного артиллерийско-миномётного обстрела со стороны противника и бомбёжки с воздуха, бойцы Ражева сорвали несколько вражеских контратак, уничтожив до 80 солдат и офицеров неприятеля. Когда закончился боезапас, миномётчики продолжали сражаться как стрелковое подразделение. Немцы тем временем наращивали давление, бросив в бой свежие резервы. Не выдержав натиска противника, стрелковые подразделения отступили, но миномётчики 10-го армейского миномётного полка остались на своих позициях. Заняв круговую оборону, бойцы Ражева совместно с бойцами других батарей полка до вечера отражали непрерывные атаки врага, истребив при этом до взвода немецких автоматчиков. Константин Иванович в бою был ранен в ногу, но продолжал командовать своим подразделением. Большую помощь 10-му армейскому миномётному полку оказали курсанты учебной роты дивизии, которые атаковали наступающего противника во фланг западнее Луковиц и оттянули на себя часть его сил. Стратегически важные рубежи обороны были удержаны миномётчиками до подхода подкреплений. За образцовое выполнение боевых заданий командования на фронте борьбы с немецкими захватчиками, форсирование реки Днепр и проявленные при этом отвагу и геройство указом Президиума Верховного Совета СССР от 24 декабря 1943 года старшему лейтенанту Ражеву Константину Ивановичу было присвоено звание Героя Советского Союза.
До первой декады ноября 1943 года 10-й армейский миномётный полк сражался в составе 40-й армии южнее Киева. Во второй половине дня 11 ноября полк был брошен на отражение контрнаступления немцев в районе Фастова и занял позиции у села Мохначка в полосе обороны 38-й армии. Старший лейтенант К. И. Ражев быстро развернул свою батарею в боевой порядок, умело оборудовал позицию и расставил орудия, организовал хорошее взаимодействие со стрелковыми частями и наладил разведку, что позволило батарее эффективно подавлять огневые точки и живую силу противника. В ходе боёв огнём батареи было уничтожено 3 вражеских пулемёта, орудие противотанковой обороны и до взвода пехоты. 25 декабря 1943 года при прорыве немецкой обороны в ходе начавшейся Житомирско-Бердичевской операции батарея Ражева умело подавила огневые средства и узлы сопротивления немцев и обеспечила беспрепятственное продвижение вперёд стрелковых частей. На протяжении всей операции Константин Иванович со своими бойцами находился в боевых порядках пехоты и огнём миномётов способствовал её быстрому наступлению.
В последующих боях за освобождение Правобережной Украины в 1944 году Константин Иванович был тяжело ранен и долго лечился в госпитале. После выздоровления до конца войны он служил в частях Сибирского военного округа. С 1946 года капитан К. И. Ражев в запасе. В 1949 году он окончил Днепропетровскую партийную школу. Работал в Черкасском городском комитете коммунистической партии Украины. Умер в результате тяжёлой болезни 12 декабря 1952 года. Похоронен в городе Черкассы.

## Награды
- Медаль «Золотая Звезда» (24.12.1943);
- орден Ленина (24.12.1943);
- орден Отечественной войны 1-й степени (20.01.1944);
- медали.

## Память
- Именем Героя Советского Союза К. И. Ражева названы улицы в городе Ишиме и посёлке Голышманово Тюменской области.
- Имя Героя Советского Союза К. И. Ражева увековечено на стеле Героев на площади Славы в городе Черкассы Украины.

## Документы
- Общедоступный электронный банк документов «Подвиг Народа в Великой Отечественной войне 1941—1945 гг.» Дата обращения: 25 сентября 2013. Архивировано из оригинала 11 мая 2017 года.

Представление к званию Героя Советского Союза и указ ПВС СССР о присвоении звания.
Орден Отечественной войны 1-й степени (наградной лист и приказ о награждении).